# 위험운전치사상죄
위험운전치사상죄는 음주 또는 약물의 영향으로 정상적인 운전이 곤란한 상태에서 자동차등을 운전하여 상해나 사망을 입히는 죄이다.

## 같이 보기
- 음주운전